# Nuestra Señora de la Limpia y Pura Concepción
Nuestra Señora de la Limpia y Pura Concepción, fue un galeón de 600 toneladas construido en La Habana en 1620, perteneciente a la Flota de Nueva España. En julio de 1641 partió de Veracruz en su viaje de retorno a la Península. El 30 de octubre de 1641 el navío impactó contra unos arrecifes, a 75 millas de la costa norte de la Isla  Española, compartida hoy por la República Dominicana y Haití. Tras 12 días a la deriva finalmente se hundió el 11 de noviembre en una barrera de coral a 15 m de profundidad. El galeón llevaba 500 personas a bordo entre tripulantes y pasajeros de las que solo sobrevivieron 200 y un cargamento que, en palabras de los supervivientes, las bodegas no podían contener. El almirante Juan de Villavicencio y varios buques españoles llevaron a cabo varios intentos de localizar los restos en un arrecife de coral de casi 65 km de longitud.

## Rescate

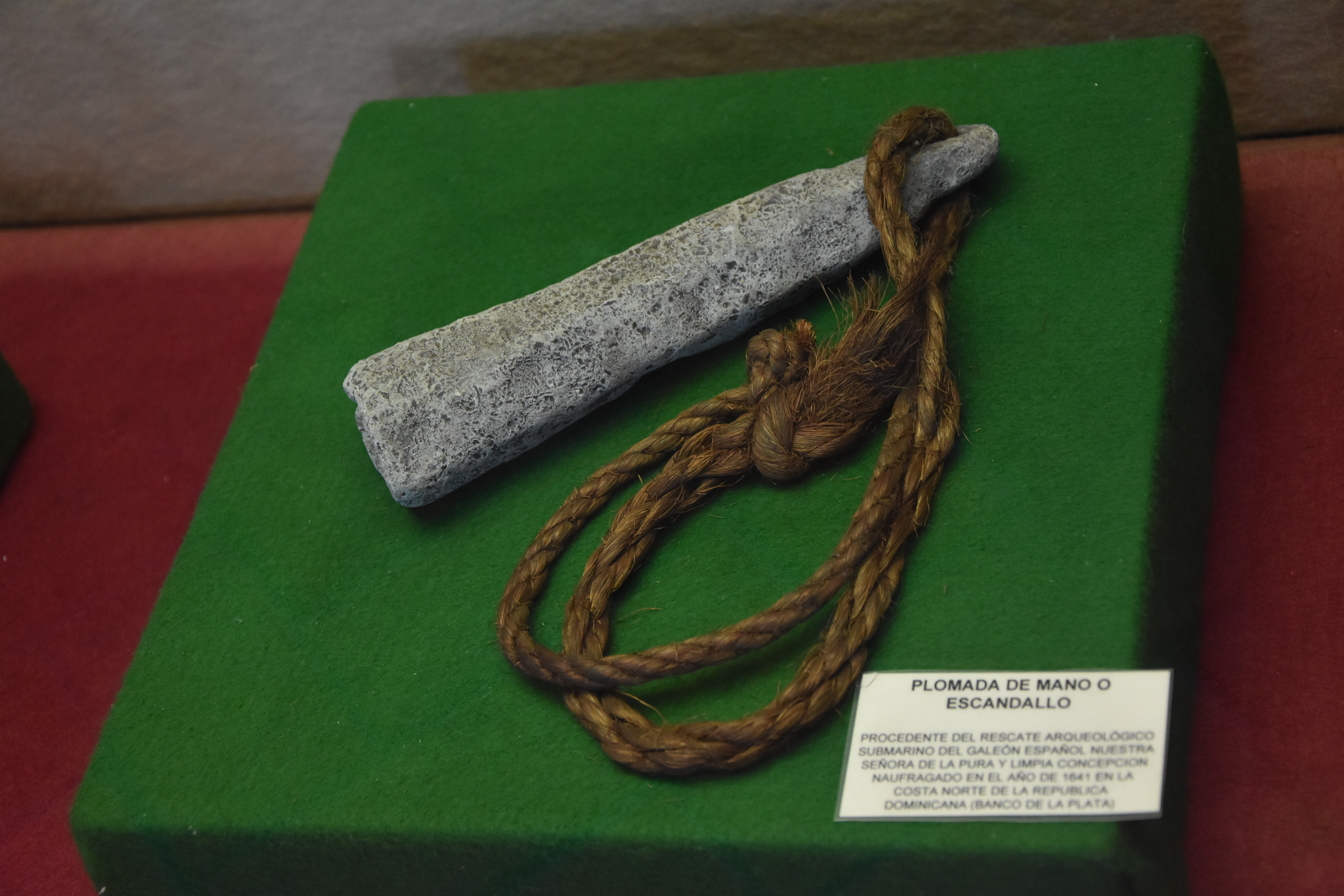
El escandallo del galeón en el Museo de las Casas Reales

Algunos bucaneros hispanos y franceses  trataron también en vano de encontrarlo. Finalmente en 1687 William Phips de Nueva Inglaterra tuvo conocimiento  a través de un superviviente, del naufragio y del lugar del hundimiento. Organizó una expedición con dos buques el James and Mary y el Henry con rumbo a las Antillas. Engañó a las autoridades españolas haciéndoles creer que estaba allí en misión comercial. Dejó un barco en puerto y con el otro, el Henry, se dirigió al lugar del naufragio con un grupo de buzos nativos y encontró los restos gracias a que aparecieron unos cañones ya que la madera como es obvio no se había conservado.
Los dos barcos dirigieron su rumbo a Inglaterra con casi 30 toneladas de monedas. William Phips cedería parte de sus riquezas a la Corona, depositándolas para la fundación del Banco de Inglaterra, y acabaría como gobernador de la colonia de  Massachusetts en América del Norte. Nunca volverían, pero en su cuaderno de bitácora, Francis Rogers, el marino que dirigió el rescate a bordo del Henry describía con todo tipo de detalles y datos la posición del Concepción. Finalmente sería el cazatesoros norteamericano Burt Webber el que acabaría encontrando el cuaderno de Rogers por una serie de casualidades. Durante una investigación en el Archivo de Indias de Sevilla conoció a Jack Hasckins que buscaba información sobre el Concepción y que tenía localizado el diario de Phips en donde no había datos concretos. Sin embargo en abril de 1978 el profesor de  la Facultad de Economía de Londres, Peter Earle , quien se proponía escribir un libro sobre el tema, escribió una carta a Webber  que incluía una frase escrita de forma casual: Dicho sea de paso, tengo el cuaderno de bitácora de Francis Rogers...... 
El 30 de noviembre con equipos de alta tecnología y meses de exploración Webber y sus buceadores encontraron el Concepción. Los restos se encontraban entre corales en una grieta. Un total de 60.000 monedas de plata fueron recuperadas, además de cadenas de oro y otros artefactos. Los artefactos y el oro fueron entregados a la República Dominicana como parte de su patrimonio cultural.